# Carows Lachbühne

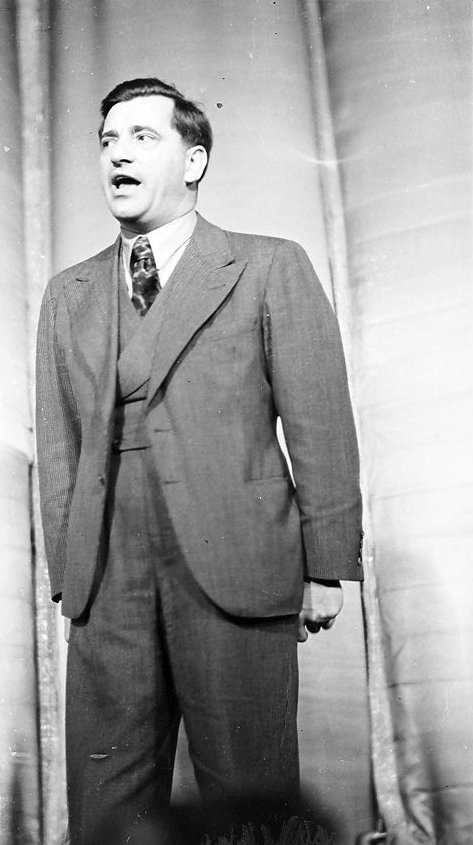
Erich Carow auf seiner „Lachbühne“, 1936
Foto: Willy Pragher

Carows Lachbühne war eine Kleinkunstbühne im Berliner Ortsteil Mitte, die von 1927 bis 1943 bestand. Nach dem Kriege wurde die Bühne in Berlin-Gatow noch bis zur Aufgabe der Liegenschaft Mitte der 1970er Jahre weitergeführt.

## Geschichte der Lachbühne
Im ehemaligen Tunnel des Walhalla-Theaters am Weinbergsweg 19 machte Erich Carow 1927 seine Lachbühne auf, ein Volkstheater für Grotesken und Einakter, in dem er auch selbst auftrat.
Carow wurde 1893 in Driesen geboren, musste bereits als Kind zuverdienen, indem er Schrippen ausfuhr und als Kinderclown arbeitete. Sein musikalisches Handwerk erlernte er bei der Stadtpfeiferei in Zahna. Danach spielte er in der Kapelle eines Wanderzirkus, wo er auch wieder als Clown auftreten musste. Carows Frau Luzie, eine geborene Blattner, war Soubrette am Walhalla-Theater, als er sie 1923 heiratete.
Carow verstand es, Typen wie aus dem Zille-Milieu so treffend zu parodieren, dass man ihn bald den Chaplin vom Weinbergsweg nannte. Neben Carow stellte dort auch Fredy Sieg in seinen Couplets Berliner Herren vor, die „mit Melone und Gamaschen auf Sonntag geputzt“ allerlei Lustiges aus dem Vorstadtalltag zu berichten wussten. Dazu gab es Varietédarbietungen, Artisten und Zauberer.
Die Lachbühne war ein populäres Lokal mit niedrigem Eintritt (60 Reichspfennige, sonntags eine Mark), in dem Fabrikarbeiter und Gemüsehändler, Ladenmädels und die Portjehfrau, aber auch der Kneipenwirt von nebenan beisammensitzen und von Herzen lachen konnten. Carows Volkskabarett zog nicht nur die kleinen Leute an, die dort ihre Sorgen und Nöte wiedererkennen konnten; zu den Stammgästen in dem „volkstümlichen Varieté im Norden“ (Heinrich Mann) gehörten auch Literaten und Schauspieler: Heinrich Mann ebenso wie Kurt Tucholsky, Max Pallenberg und Henny Porten. Auch der Filmstar Charlie Chaplin war am 9. März 1931 dort als Überraschungsgast auf der Bühne. Kurt Tucholsky hat in einigen Aufsätzen wie in der Weltbühne von seinen Eindrücken berichtet, die er dort empfing:

„Und lassen ein infernalisch-langes Programm über uns ergehen: Steptänzer; eine sehr gute Akrobatengruppe; ein unsägliches Melodram, in der umfangreichen Hauptrolle die ebensolche Frau Direktor; ein Kritiker, über den das Publikum jucheit… Das Publikum freut sich überhaupt über alles, am meisten die Frauen, bei denen der Analhumor jeden anderen hinreichend vertritt.“

Am Abend des 27. Februar 1933 beging Carow mit einem umfangreichen Festprogramm sein 20-jähriges Jubiläum als Komiker. Auf der Bühne und im Zuschauerraum des Theaters tummelten sich zahlreiche Gratulanten. Während des laufenden Programms machte die Nachricht die Runde, dass das nur wenige Kilometer entfernte Reichstagsgebäude in Flammen steht. „Zu Ehren des Jubilars hat sogar der Reichstag illuminiert“, konferierte der Kabarettist Werner Finck, wie sich später der Journalist Pem erinnerte. Pem und einige andere Anwesende gehörten dann auch zu denen, die sich in den darauffolgenden Wochen und Monaten gezwungen sahen, ins Ausland zu fliehen.
Die Lachbühne wurde 1943 ausgebombt. Nach dem Zweiten Weltkrieg übernahm Erich Carow im Jahr 1955 das Ausflugsrestaurant Haus Gatow am See in Berlin-Gatow, das 1932 in die Bauten des ehemaligen Lehnschulzengutes eingezogen war, baute eine neue Gartenhalle und nannte es nun, nachdem dort sein Kabarett Carows Lachbühne eine neue Bleibe finden sollte, Haus ‚Carow‘ am See. Dort traten auch regelmäßig namhafte Künstler der 1950er und 1960er Jahre wie beispielsweise auch das Mäckie-Trio (Akkordeon, Gitarre, Kontrabass) mit volkstümlicher Musik auf.
Erich Carow starb am 31. August 1956; Mitte der 1970er Jahre wurden sämtliche Gebäude des Lehnschulzengutes und der Gaststätte abgerissen.